# Uunartoq Qeqertoq

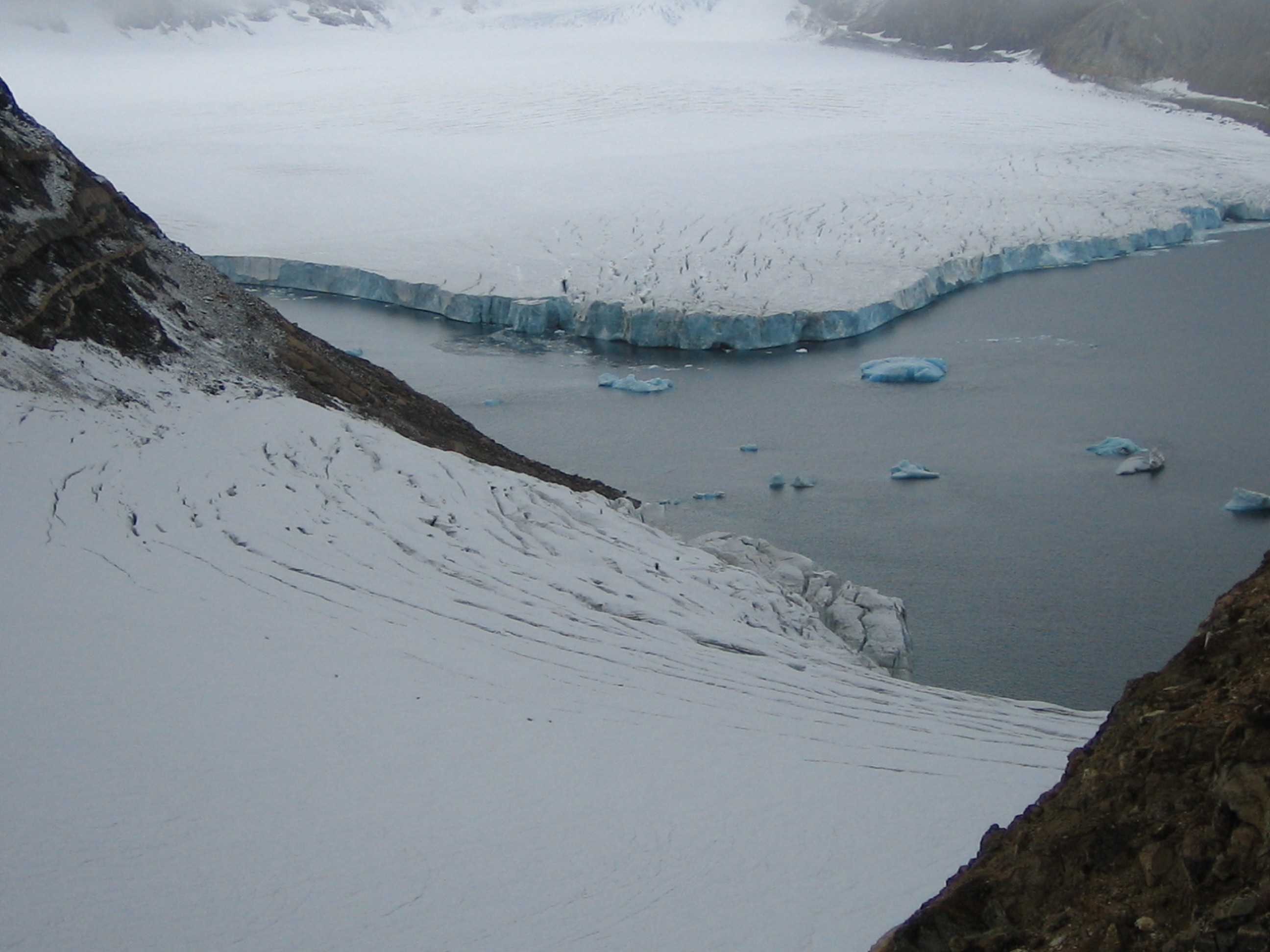
Le nouveau détroit découvert par le recul de la glace, pris depuis Uunartoq Qeqertoq en 2006.

Uunartoq Qeqertoq (pour l'île du réchauffement en groenlandais) est une île nouvellement découverte (septembre 2005) par l'explorateur Dennis Schmitt (en), à 650 km au nord du cercle polaire, au large de la côte orientale du Groenland à laquelle l'île était rattachée par la glace il y a peu de temps, jusqu'à ce que la glace se retire rapidement de la zone. La communauté scientifique pense que cette nouvelle île est la conséquence du réchauffement climatique.